# ОРФ 1
ОРФ 1 је аустријски јавни телевизијски канал у власништву ОРФ. Био је то први телевизијски канал у Аустрији, покренут 1955. године. ОРФ 1 је један од четири јавна ТВ канала у Аустрији. Финансира се мешавином прихода од реклама и накнада за телевизијске лиценце: као такве, за разлику од немачких ТВ станица (које су углавном доступне бесплатно), ОРФ 1 и његови сестрински канали су шифровани преко сателита.

## Програмирање
ОРФ 1 углавном приказује филмове, ТВ серије и спортске догађаје; ово је у супротности са ОРФ 2, који се више фокусира на вести, документарне филмове и културни програм. Пошто је циљна публика ОРФ-а 1 млађа од оне ОРФ-а 2, ОРФ-ова дечја продукција, окидоки, емитује се на ОРФ-у 1 сваког јутра. Популарни спортски догађаји, као што су скијање, Формула 1 и фудбалски савез, такође се обично приказују на ОРФ 1. ОРФ има ексклузивна права на многе спортове; на пример, држи права на Формулу један до 2020. Поред редовних коментара, неки спортски догађаји, као и неке драме, носе посебне коментаре за особе са оштећеним видом, преко Звеиканалтон система.
До 9. априла 2007, ОРФ-ов водећи информативни програм Зеит им Билд ( Тхе Тимес ин Пицтурес ) емитовао се у 19:30 на ОРФ 1 и ОРФ 2; као део велике ревизије програма, ово је на ОРФ 1 замењено сапуницом Миттен им 8ен. Због лоше оцене, сапун је кратко трајао и 2. јула 2007. заменио га је Малколм у средини. Да би се попунила празнина која је настала уклањањем Зеит им Билд -а из ОРФ-а 1, уведене су две нове вести под називом ЗиБ 20 и ЗиБ 24; као што њихова имена говоре, емитују се у 20 часова (20:00) и поноћ (24:00) свако вече. Поред тога, кратки билтени познати као ЗиБ Фласх приказују се неколико пута током дана.
Играни филмови чине кључни део ударног термина на ОРФ 1 и приказују се неколико вечери недељно: многе филмске премијере се приказују у исто време када и на немачким емитерима, али без комерцијалних прекида који су уобичајени на приватним немачким каналима. Одређени филмови и серије се емитују и са немачком синхронизацијом и са оригиналном (обично енглеском) звучном подлогом преко Звеиканалтон -а (двоканални звук).

### Логос
- 1992 – 2000 и август 2005 – 8. јануар 2011
- 2000 – 2005
- 2. јун 2008 – 8. јануар 2011
- 8. јануар 2011 – 26. април 2019
- 8. јануар 2011 – 26. април 2019
- 26. април 2019 – данас
- 26. април 2019 – данас